# Patricia Barber

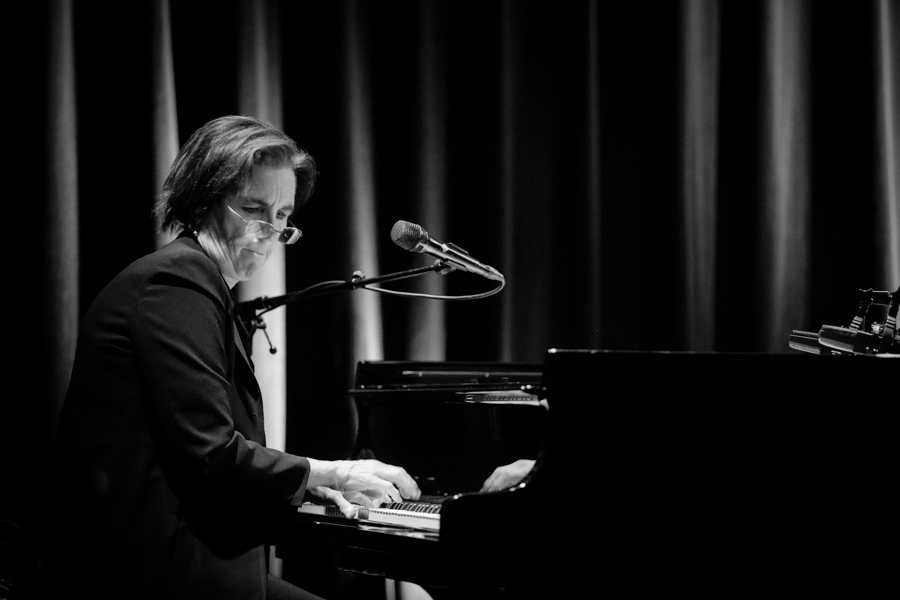
Patricia Barber (2017)

Patricia Barber (Chicago, 8 november 1955) is een Amerikaanse jazz- en blueszangeres, jazzpianiste en -componiste. Ze zingt voornamelijk jazzstandards en eigen composities. Daarnaast omvat haar repertoire ook interpretaties van popsongs zoals Ode to Billie Joe, A Taste of Honey, Black Magic Woman en Light My Fire.
Barber is een kind van muzikale ouders: haar vader Floyd "Shim" Barber was ooit lid van de Glenn Miller Band, haar moeder was blues-zangeres. Ze studeerde aan de University of Iowa (klassieke muziek en psychologie). In 1989 verscheen haar eerste album, maar de grote doorbraak kwam pas met haar derde album Cafe Blue, uitgebracht in 1994. Naast optredens in clubs studeerde ze jazzpedagogiek aan de Northwestern University. Tegenwoordig werkt ze veel met een eigen kwartet. In september 2008 kwam de dvd "The Cole Porter Mix," uit een collectie van haar unieke opnames in het klassieke Cole Porter songbook met drie nieuwe composities geïnspireerd door Porter.
Barber woont samen met haar vriendin.

## Discografie
- Split, 1989
- A Distortion of Love, Verve, 1992
- Cafe Blue, Premonition Records, 1994
- Modern Cool, Premonition, 1998
- Companion, Blue Note/Premonition, 1999
- Nightclub, Blue Note, 2000
- Verse, Blue Note, 2002
- Live: A Fortnight in France, Blue Note, 2004
- Mythologies, Blue Note, 2006
- The Cole Porter Mix, Blue Note, 2008
- Monday Night, volume 2, Floyd Records

## DVD
- Live: France 2004-2005
- Live in Concert (met Kenny Werner), Floyd Records

## Hitnotaties

### Albums
| Album met hitnotering(en) in de Vlaamse Ultratop 200 albums | Datum van verschijnen | Datum van binnenkomst | Hoogste positie | Aantal weken | Opmerkingen |
| ----------------------------------------------------------- | --------------------- | --------------------- | --------------- | ------------ | ----------- |
| Smash                                                       | 2013                  | 30-03-2013            | 167             | 1*           |             |